# Hypostomus myersi
Hypostomus myersi är en fiskart som först beskrevs av Gosline, 1947.  Hypostomus myersi ingår i släktet Hypostomus och familjen Loricariidae. IUCN kategoriserar arten globalt som livskraftig. Inga underarter finns listade i Catalogue of Life.